# Ljudski dom
Ljúdski dóm (rusko народный дом, narodnij dom) je bil prvotno središče za prosti čas in kulturo, zgrajen z namenom, da bi delavskemu razredu omogočil dostop do umetnosti in kulturnega vrednotenja. Prva tovrstna ustanova se je pojavila leta 1882 v Tomsku v Ruskem cesarstvu. Kmalu so ljudski domovi postali priljubljeni v Angliji (1887, »People's Palace«), na Škotskem, v Turčiji in drugih evropskih državah. 
Izraz ljudski dom (npr. people's house, folkets hus, casa del pueblo, maison du peuple itd.) se je v celinski Evropi nadalje uporabljal za javna skupnostna središča delavskega razreda, od katerih je bilo vsako pogosto povezano z določenimi sindikalnimi organizacijami in političnimi strankami.